# 並木五瓶
並木 五瓶（なみき ごへい）は、歌舞伎狂言作者の名跡。

## 初世 並木五瓶
1747年（延享4年） - 1808年（文化5年）2月2日。五八・吾八・呉八・五兵衛と名乗り、1794年（寛政6年）以降は五瓶と称した。別号は浅草堂・並木舎。大坂道修町の役木戸和泉屋に生まれ、並木正三に入門した（辰岡万作・並木十助に入門したとも）。道頓堀の浜芝居に出勤した後、1772年（安永元年）11月、大坂角の芝居で大芝居の作者、1774年（安永3年）11月、京都早雲座で立作者となるが、1776年（安永5年）11月に角の芝居に戻った。1794年（寛政6年）、三代目澤村宗十郎の招聘で江戸都座に下り、1801年（享和元年）11月には宗十郎の遺児源之助を擁して市村座に移る。
初代尾上菊五郎、初代嵐雛助、四代市川團蔵、五代目松本幸四郎を主役とした作品を手がけた。上方では複雑で知的構想に富んだ時代物、江戸では情味豊かな世話物に傑作が多く、上方の写実合理性を江戸歌舞伎に融和させた点が高く評価される。
代表作
- 『楼門五三桐』
- 『五大力恋緘』（五大力）
- 『江戸砂古慶曾我』
- 『略三五大切』
- 『富岡恋山開』（二人新兵衛）
- 『隅田春妓女容性』（梅の由兵衛）
- 『傾城黄金鯱』

## 二世 並木五瓶
初世篠田金治（1768年（明和5年） - 1819年（文政2年））の後名。実家は武家。
代表作
- 長唄『遅桜手爾葉七字』（橋弁慶）

## 三世 並木五瓶
1789年（寛政元年）- 1855年（安政2年）10月14日、別号並木舎。篠田惣六、二代目篠田金次と名乗った。初世篠田金治の門人。1833年（天保4年）11月、森田座で三世並木五瓶を襲名。享年76歳。深川霊岸寺中正覚院に葬る。法名は得法直覚信士。
代表作
- 『勧進帳』

## 四世 並木五瓶
三世の子、1829年（文政12年）– 1901年（明治34年）。芝居台帳の蒐集家として知られる。立作者にはならなかった。篠田全治、三代目篠田金治、並木五柳と名乗った。